# Тёпловка (Новобурасский район)
Тёпловка (офиц. Тепловка) — село в Новобурасском районе Саратовской области, административный центр Тёпловского муниципального образования (со статусом сельского поселения).

## География
Расположено на реке Тёплая (левом притоке реки Чардым), которая и дала имя селу.
Часовой пояс
Село Тёпловка, как и вся Саратовская область, находится в часовой зоне МСК+1. Смещение применяемого времени относительно UTC составляет +4:00.

## История
Село основано в конце XVIII века. 
В середине XIX века в селе функционировали церковь, три мельницы, овчарня. 
В начале XX века в селе были две школы (церковно-приходская и земская), больница, врачебный пункт (амбулатория), почтово-телеграфная контора, собиралась ежегодная ярмарка (на Вознесение):50, 63.
Административно-территориальная принадлежность
В составе Саратовского уезда Саратовской губернии, административный центр Тёпловской волости (до 12 ноября 1923 года), позже, до упразднения волостей и губернии — в составе Ново-Бурасской волости.

## Население
По сведениям 1859 года во владельческом селе Тёпловка (Пыркино, Дмитриевское) (при речке Тёплом Ключе) 2-го стана Саратовского уезда Саратовской губернии в 424 дворах проживали 1192 мужчины и 1197 женщин.
По состоянию на 1911 год в селе Тепловка (бывшее владение Воронцовых-Дашковых) Тёпловской волости Саратовского уезда Саратовской губернии в 519 дворах проживали 1434 мужчины, 1607 женщин, великороссы:50.
По данным Всероссийской переписи населения 2002 года в селе Тёпловка Тёпловского округа Новобурасского района проживали 1848 человек, преобладающая национальность — русские (79%).
| 2002 | 2010  |
| ---- | ----- |
| 1848 | ↘1828 |

## Галерея

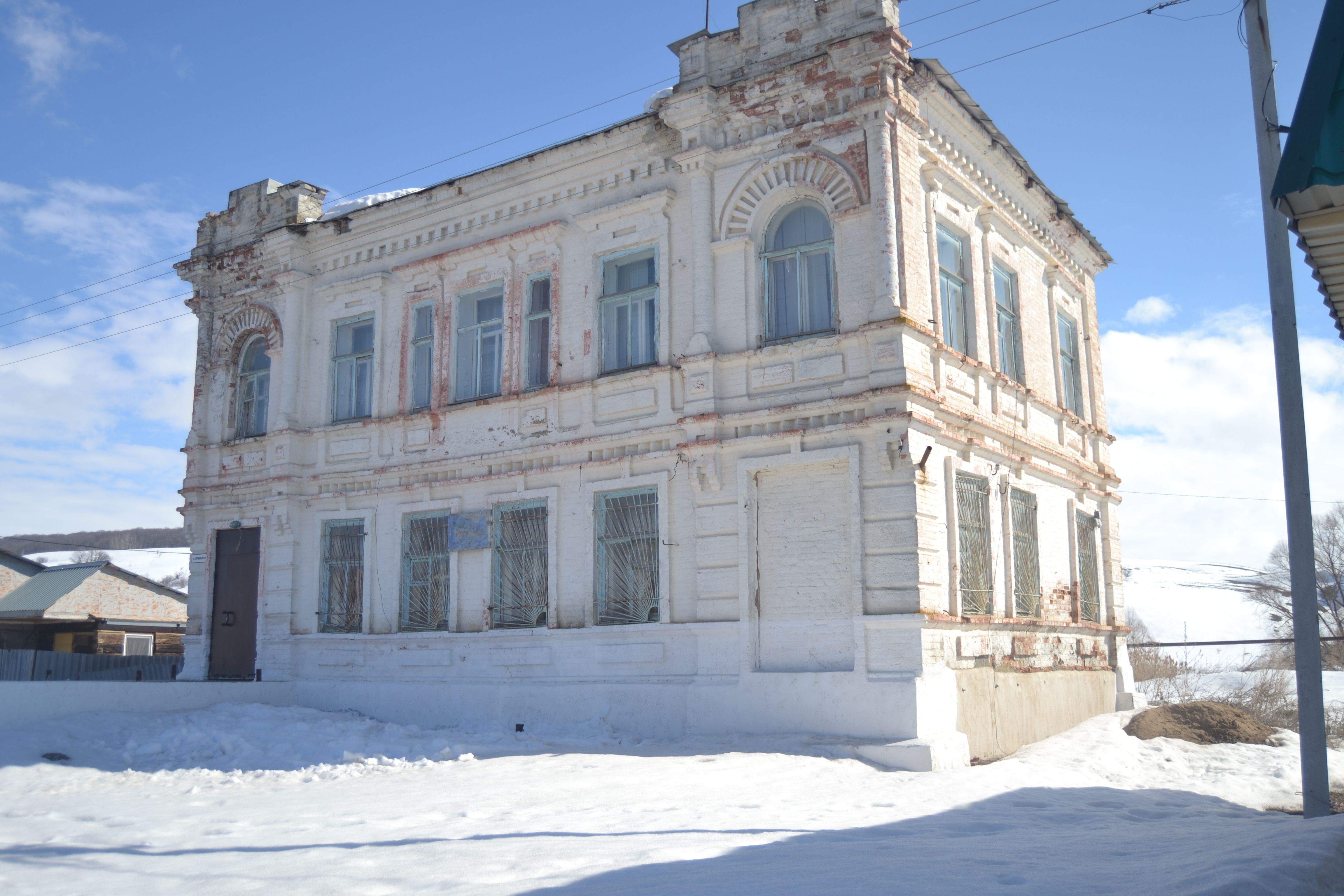
Село Тёпловка, колхозная контора
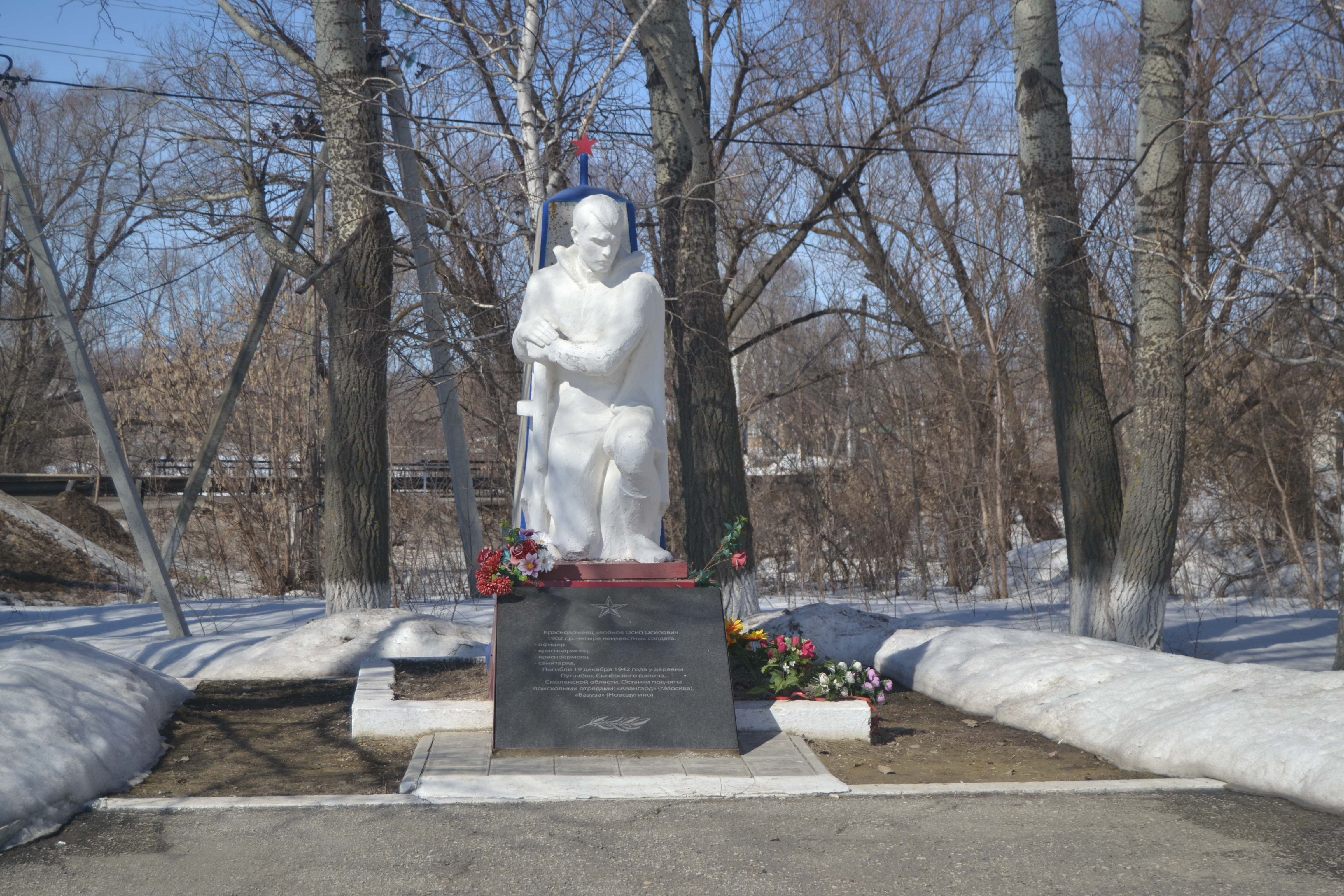
Село Тёпловка, памятник погибшим односельчанам
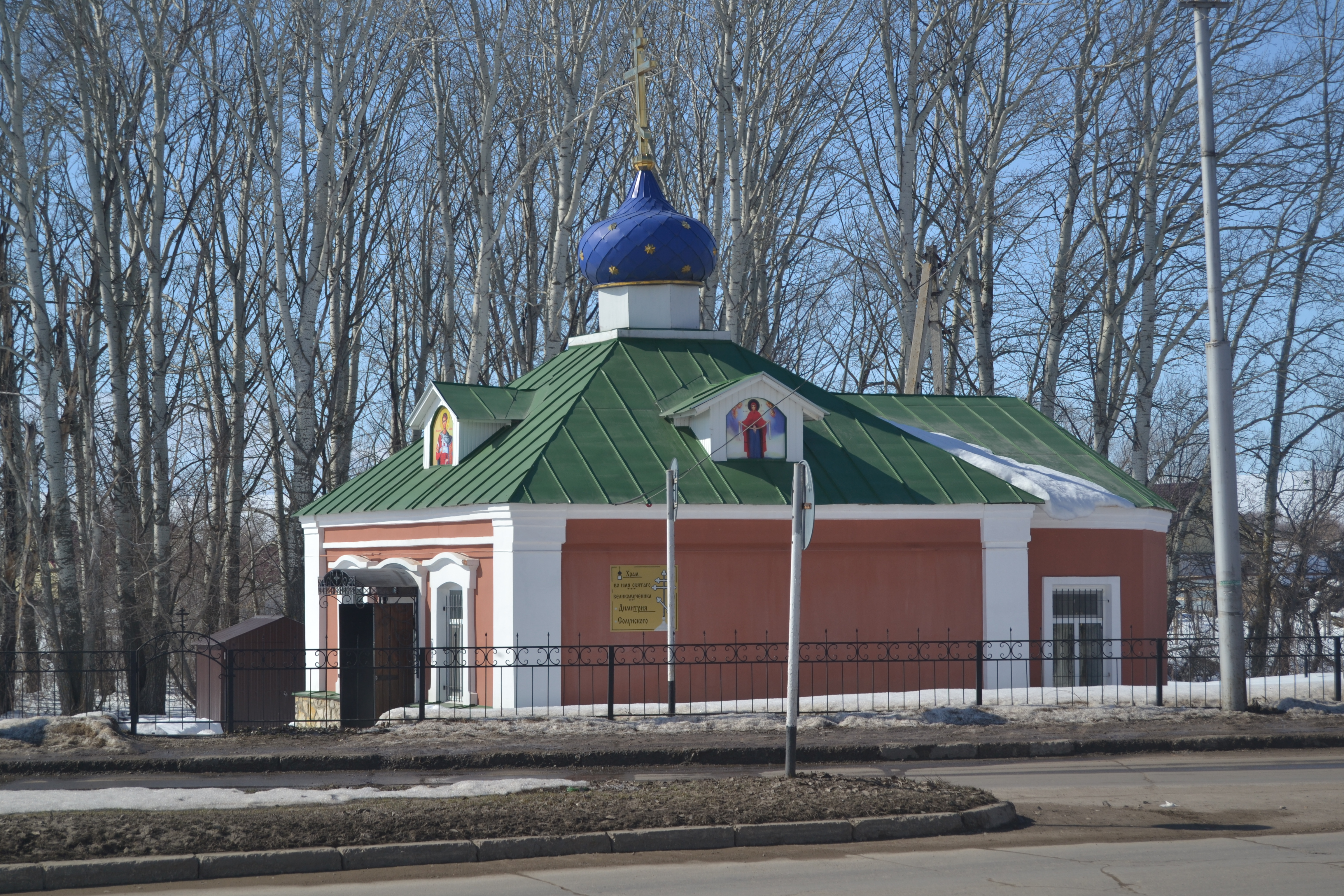
Село Тёпловка, церковь Дмитрия Солунского
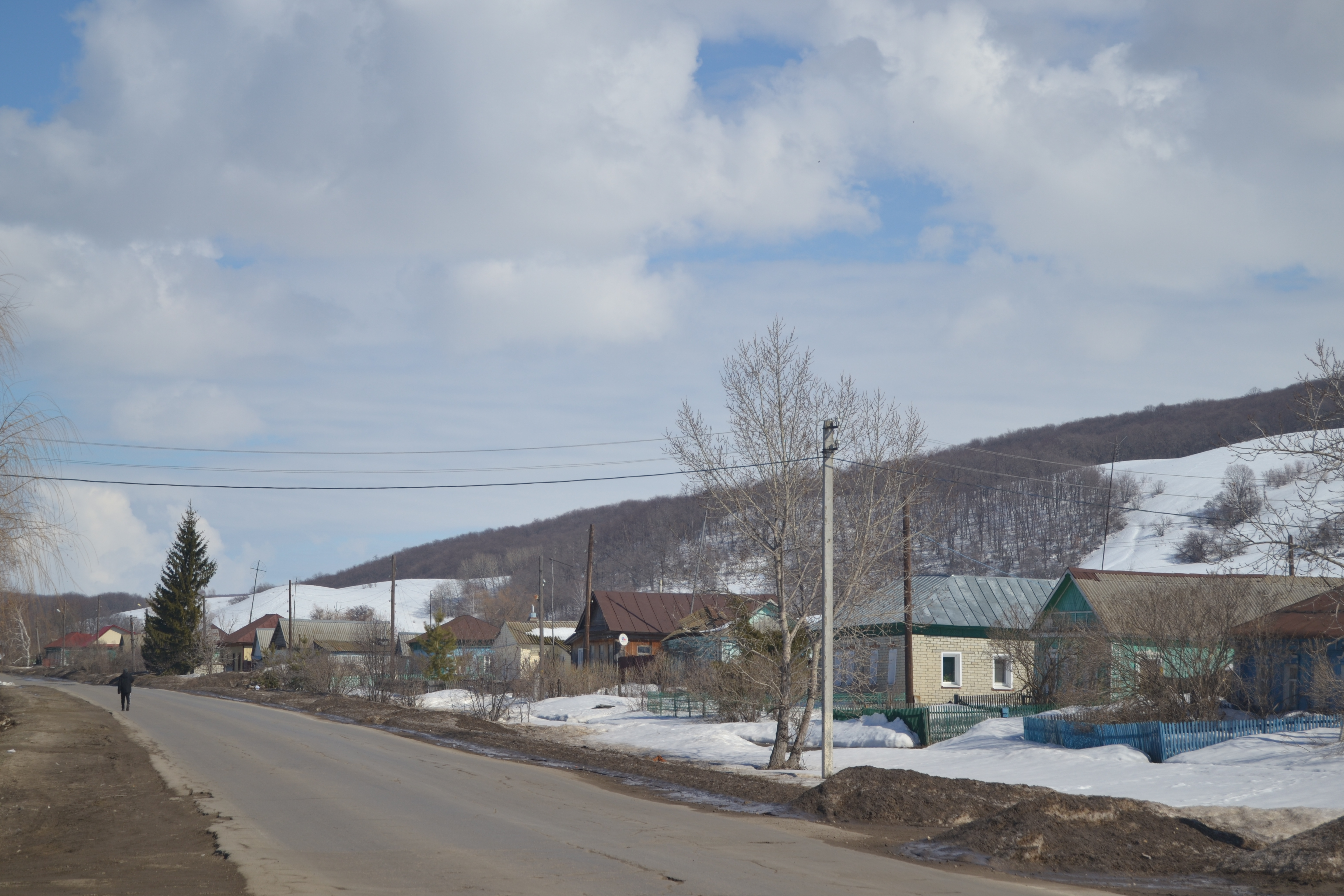
Село Тёпловка. Улица Первомайская

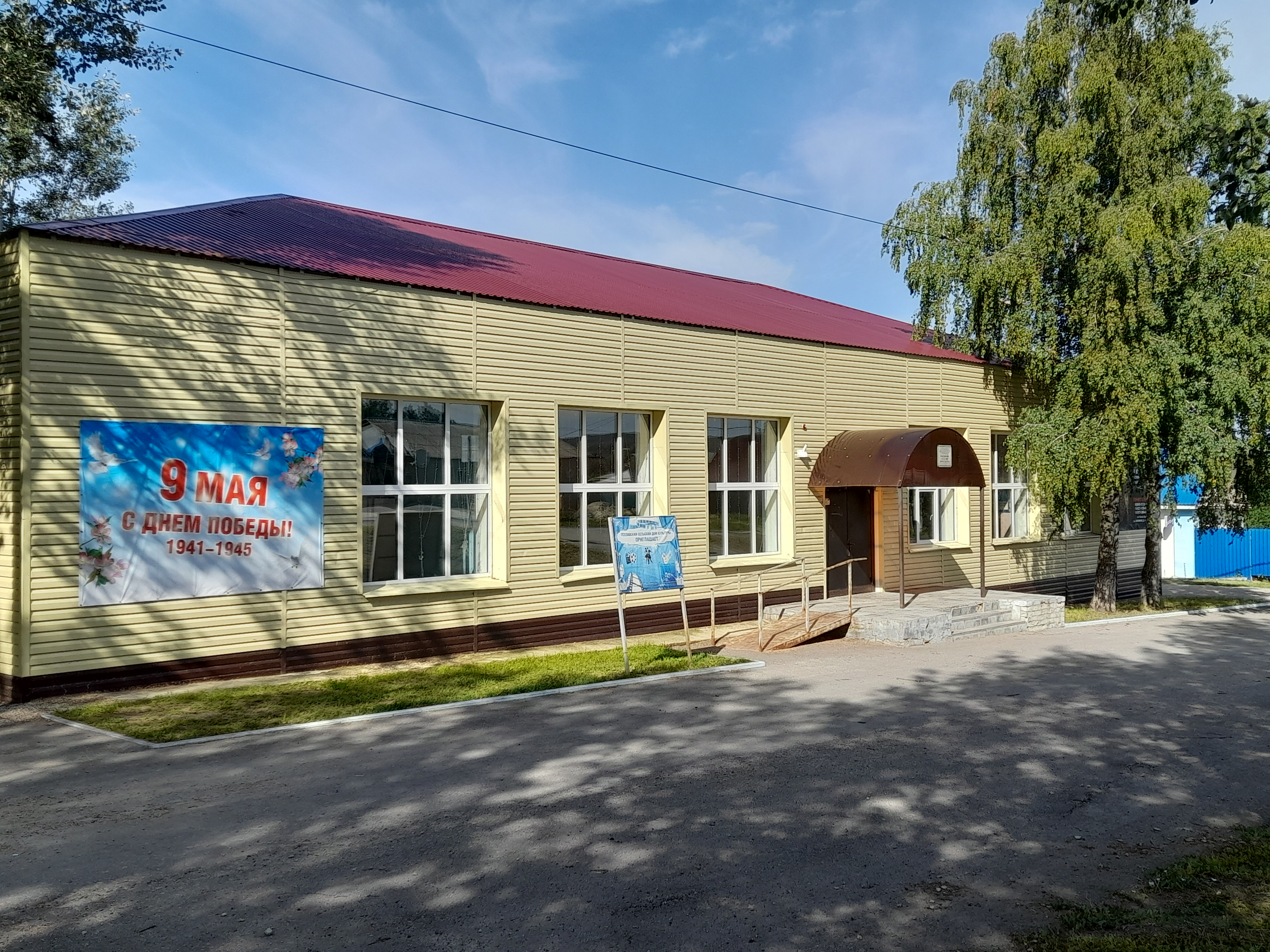
Дом культуры
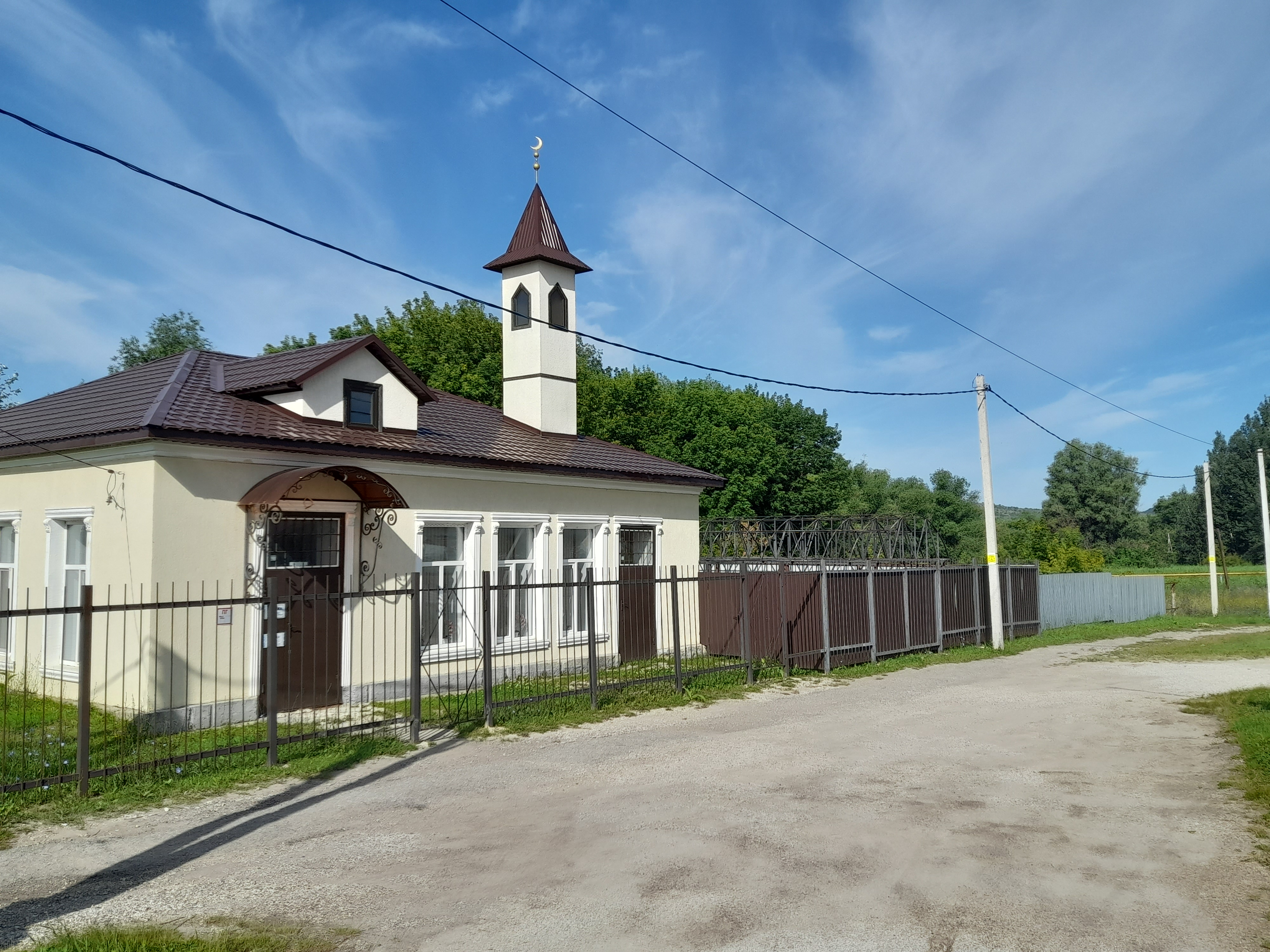
Мечеть
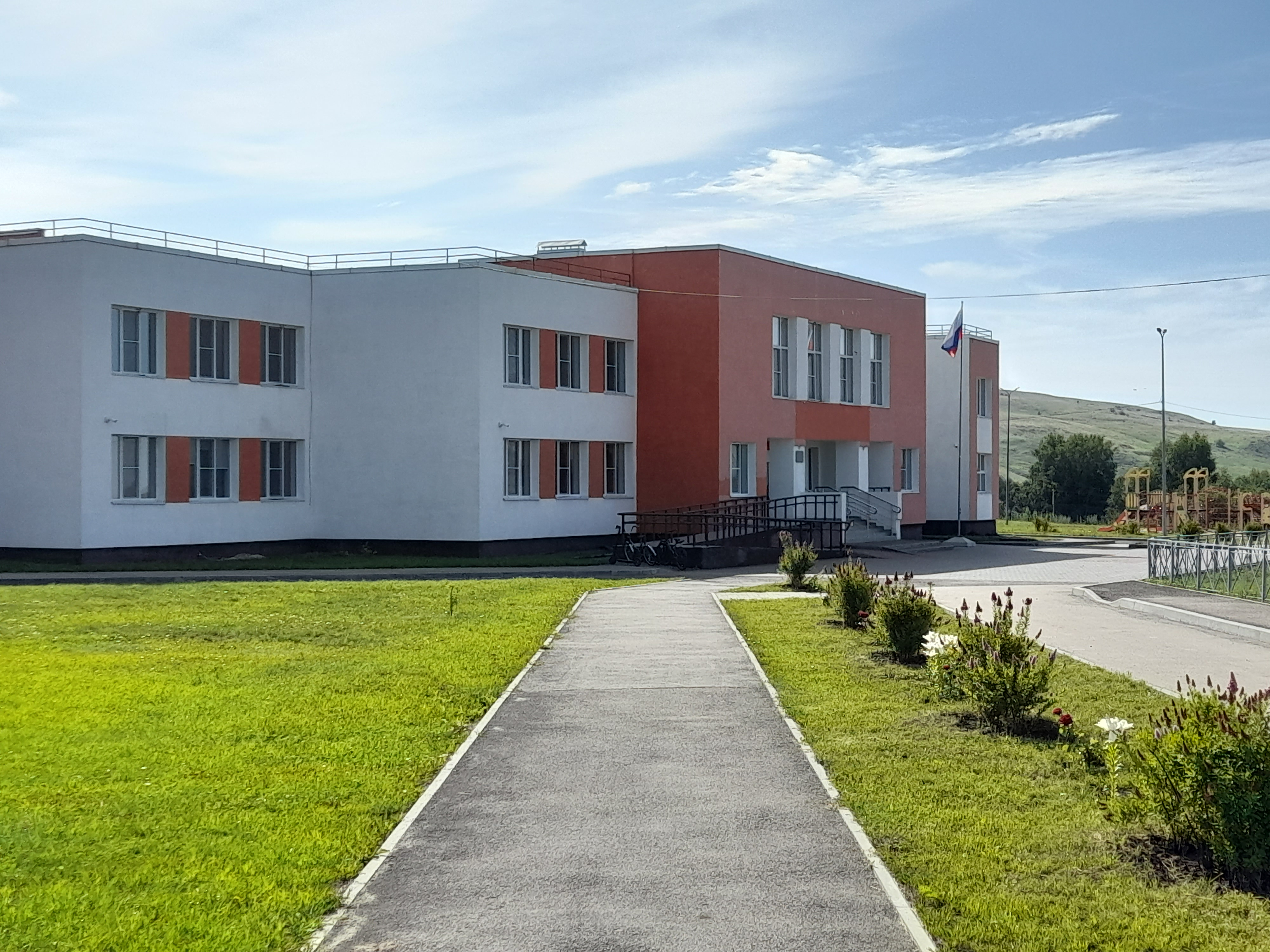
Школа
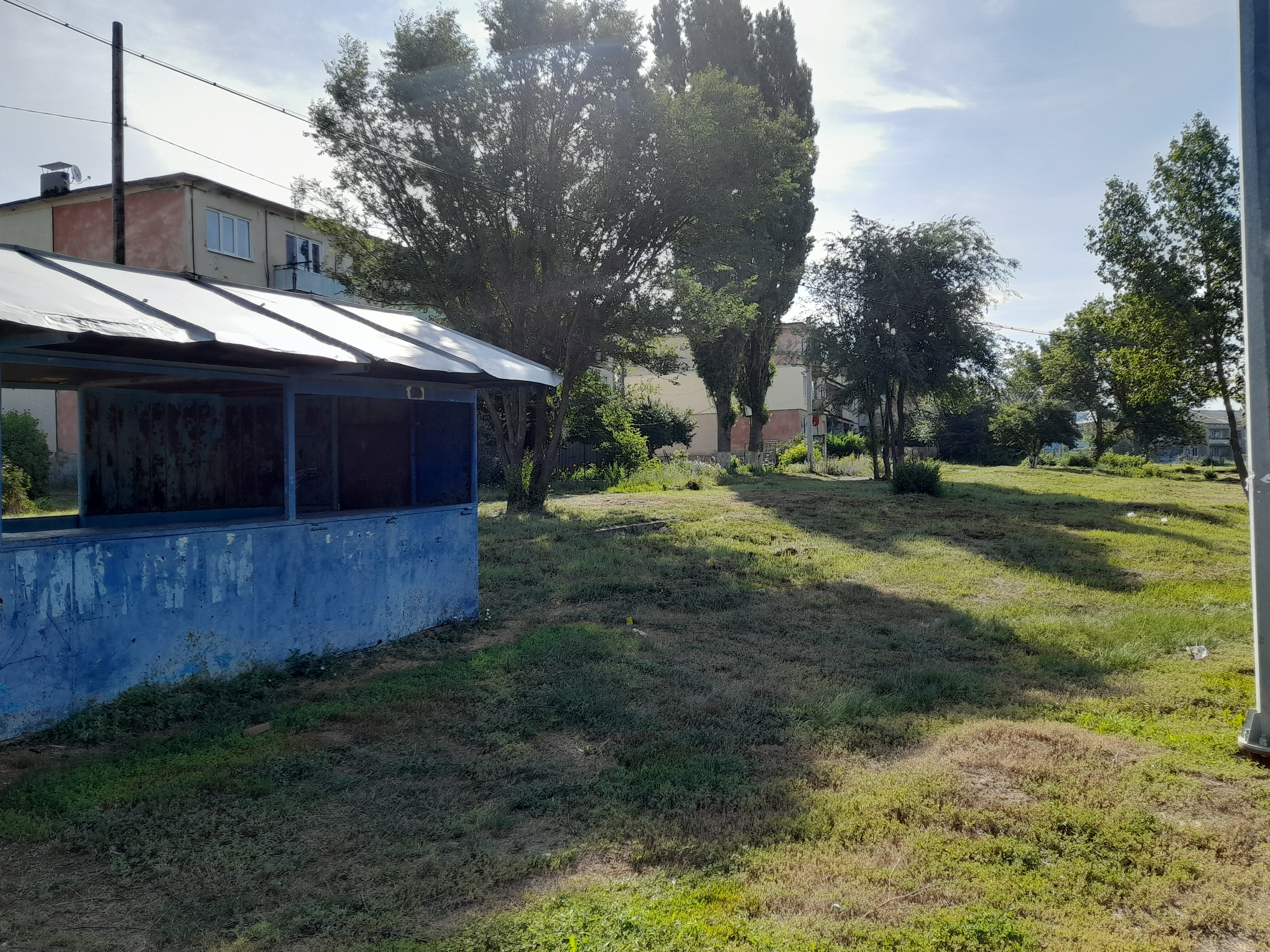
Торговые ряды
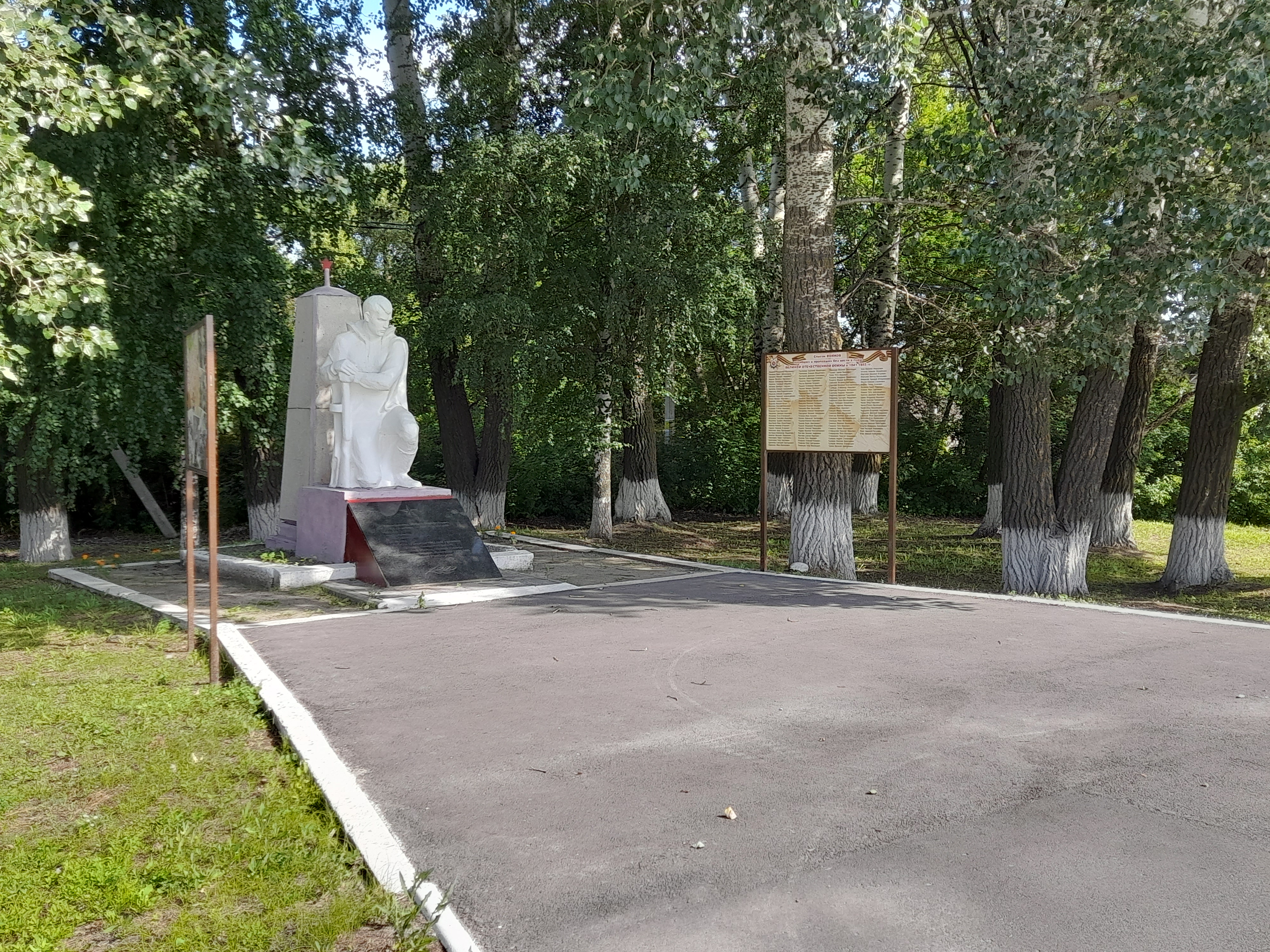
Монумент Победы
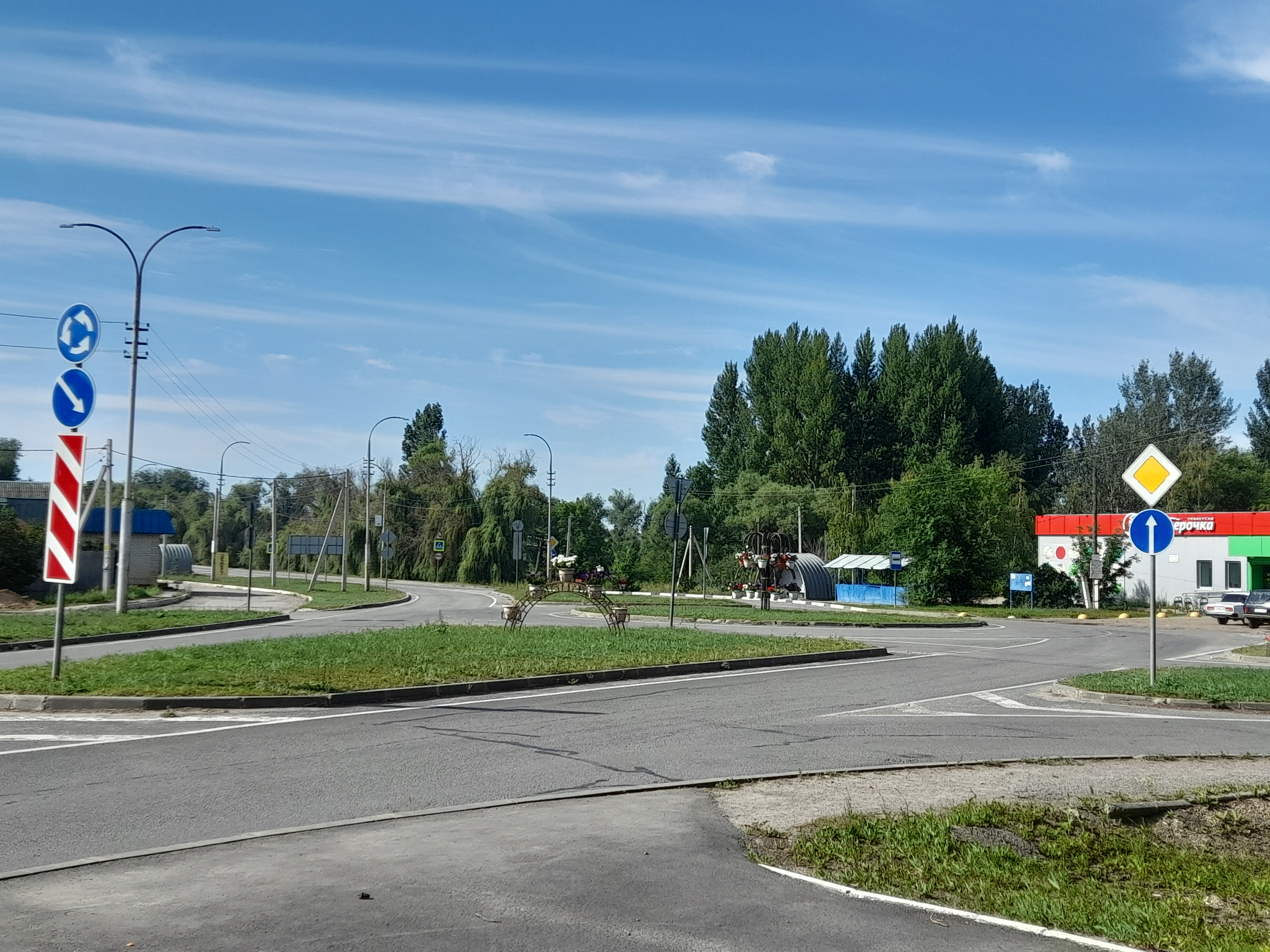
Круговой перекрёсток в Тёпловке

## Известные уроженцы
Виктор Васильевич Талалихин (1918-1941) – советский лётчик, младший лейтенант, Герой Советского Союза. Произвёл первый ночной воздушный таран 7 августа 1941 года.